# Lynn Swann
Lynn Curtis Swann (7 de março de 1952, Alcoa, Tennessee) é um ex-jogador de futebol americano, e atualmente é locutor esportivo e também politico. Em 2006, ele foi nomeado pelo Partido Republicano para concorrer contra Ed Rendell para governador da Pensilvânia.